# Waal (Holanda do Sul)
Waal (51° 56' 21" N 4° 54' 04" E) é uma cidade dos Países Baixos, na província de Holanda do Sul. Waal (Holanda do Sul) pertence ao município de Molenwaard, e está situada a 13 km, a norte de Gorinchem.
A área de Waal, que também inclui as partes periféricas da cidade, bem como a zona rural circundante, tem uma população estimada em 110 habitantes.